# Don Miguel Ruiz
.
Miguel Ángel Ruiz [miˈgɛl ˈaŋhɛl ru̯is] (n. 1952) este un autor mexican, shaman și profesor.
El a fost un recunoscut chirurg, până când a avut o experiență aproape de moarte care l-a făcut să caute răspunsuri în tradiții ancestrale Toltece, mama lui fiind o mare vindecătoare și bunicul său un nahual (sau shaman) care după moarte a continuat sa-l inițieze pe Don Ruiz prin intermediul viselor sale.

### Celor Patru Acorduri
A devenit cunoscut prin scrierea celor patru acorduri, care au fost publicate în 1997 și vândute mai mult de 4 milioane de exemplare.  Au fost prezentate și în show TV Oprah. In ele evoca dreptul la libertate personală și credințele care duc la limitări și nefericire în viețile noastre. De asemenea, vorbește despre visul colectiv și puterea lui de a ne distruge viețile. În cele din urmă, ne spune ca în viata trebuie sa ne gasim propria integritate, iubirea de sine și de pace în această realitate. Cele patru acorduri sunt:
1. Fii impecabil in ceea ce spui.
2. Nu lua nimic personal.
3. Nu face presupuneri.
4. Dă întotdeauna tot ce ai mai bun.

Ruiz a scris de asemenea ca un supliment la cele patru acorduri „Arta cunoașterii", „Arta transformării" și „Arta de a iubi". După ce a scris o serie de alte cărți, el a vorbit publicului printr-o serie de conferințe despre credința sa în existenta Atlantidei, nu ca legendă ci ca popor mistic și sacru, unul din cele 4 popoare sacre, precum și despre convingerea sa ca soarele a intrat in cea de a sasea etapa in 11 ianuarie 1992, ceea ce ar trebui să conducă la o nouă eră pentru umanitate.
De asemenea el vorbeste și despre credința lui în puterea spirituală a Piramidei Soarelui din Teotihuacan.  
Vorbește fluent  limba engleză. Deseori, oferă cursuri și ghidare spirituala în Statele Unite. Mulți cursanti  sunt studenti americani dar im trecut a avut si reprezentanti de vaza ai unor familii din Grecia si Romania. 
În 2002 a suferit un masiv atac de cord, dar a revenit la viata. El a predat conducerea ordinului toltec "Eagle Knig" fiului sau Don Jose Luis Ruiz.

## Opere traduse în limba română
- Cele patru legaminte, Mix, 2012, ISBN 973-85646-8-8
- Cele cinci nivele ale atasamentului. Editura Mix, 2013, ISBN 978-606-8460-13-0
- Cercul de foc - Inspiratii si meditatii ghidate pentru a trai in fericire si iubire, Editura Mix, 2014, ISBN 978-606-8460-25-3
- Traind o viata constienta. Meditatii zilnice pe Calea Tolteca, Mix, 2014, ISBN 606-8460-24-6
- Arta de a iubi, Mix, 2015, ISBN 973-85646-4-0